# Rysunki naskalne z Alty
Rysunki naskalne z Alty – zespół petroglifów i malowideł naskalnych znajdujących się w pięciu lokalizacjach w Alcie na północy Norwegii, w obrębie fiordu Altafjorden nad Morzem Norweskim, wpisanych w 1985 roku na listę światowego dziedzictwa UNESCO.

## Charakterystyka

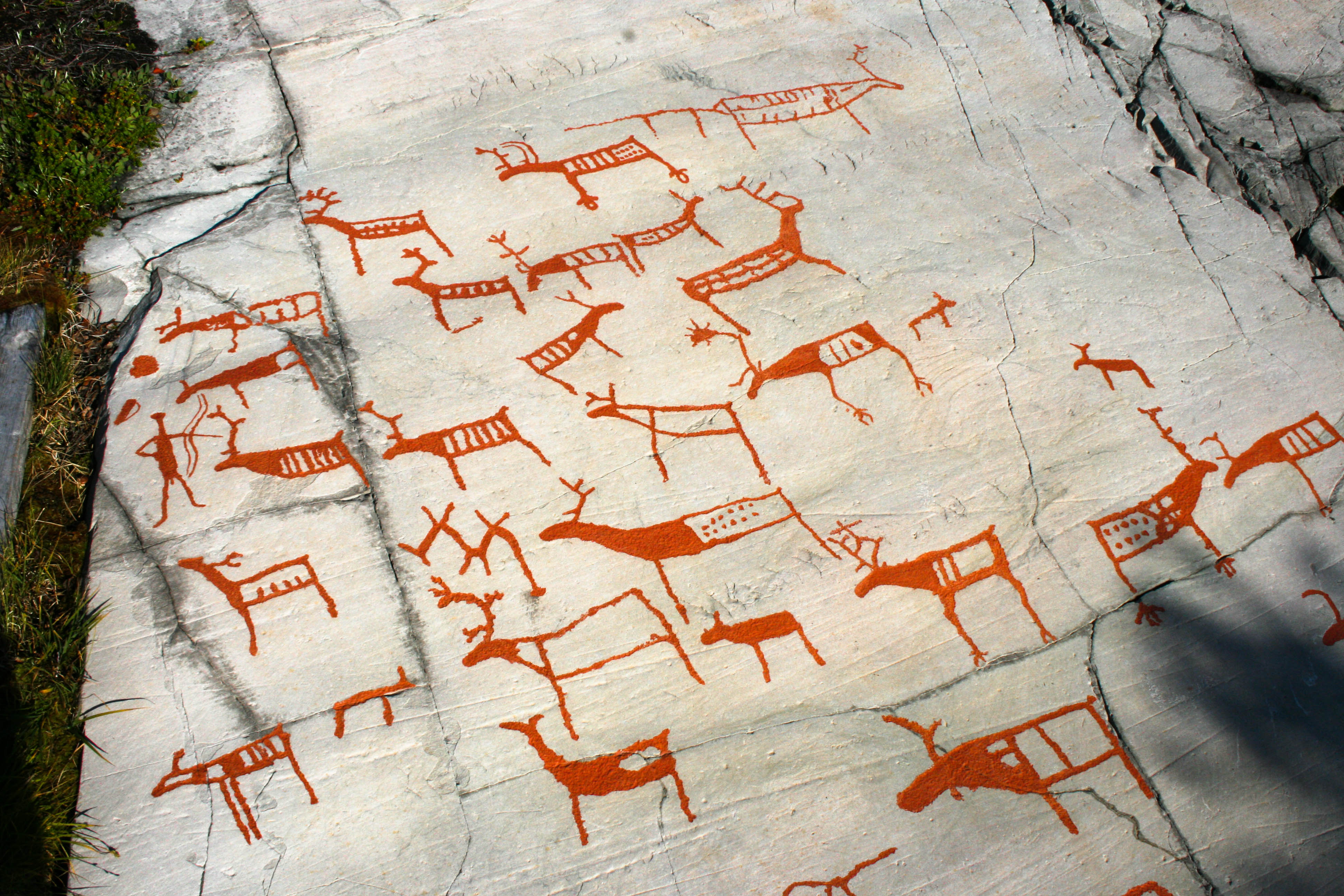
Scena polowania na renifery (2012)

Rysunki z Alty stanowią największe w Europie Północnej skupisko sztuki naskalnej wykonanej przez zamieszkujących te tereny pierwotnych łowców-zbieraczy. Znajdują się w dziesięciu lokalizacjach na terenie gminy Alta w północnej Norwegii, z których pięć (Hjemmeluft, Kåfjord, Transfarelv, Storsteinen i Amtmannsnes) wpisanych jest na listę światowego dziedzictwa UNESCO.
Rysunki datowane są na okres ok. 4200–500 p.n.e. i stanowią zarówno studium kosmologii i wierzeń prehistorycznych mieszkańców tych terenów, jak również ukazanie różnych aspektów ich życia, działalności łowiecko-zbierackiej oraz środowiska, w którym mieszkali. Pierwotnie wykonane zostały na skałach znajdujących się tuż nad brzegiem fiordu, współcześnie ze względu na ruchy izostatyczne Półwyspu Skandynawskiego znajdują się od kilku do kilkunastu metrów ponad poziomem morza.
Na rysunkach z Alty przedstawione zostały liczne postaci ludzkie, w tym biorące udział w tańcach, procesjach i rytuałach oraz podczas polowań czy łowienia ryb. Część obrazów ma charakter niewielkich krajobrazów, na których uwieczniona została fauna okołobiegunowa (m.in. niedźwiedzie, renifery, łosie czy ptaki morskie).

### Hjemmeluft

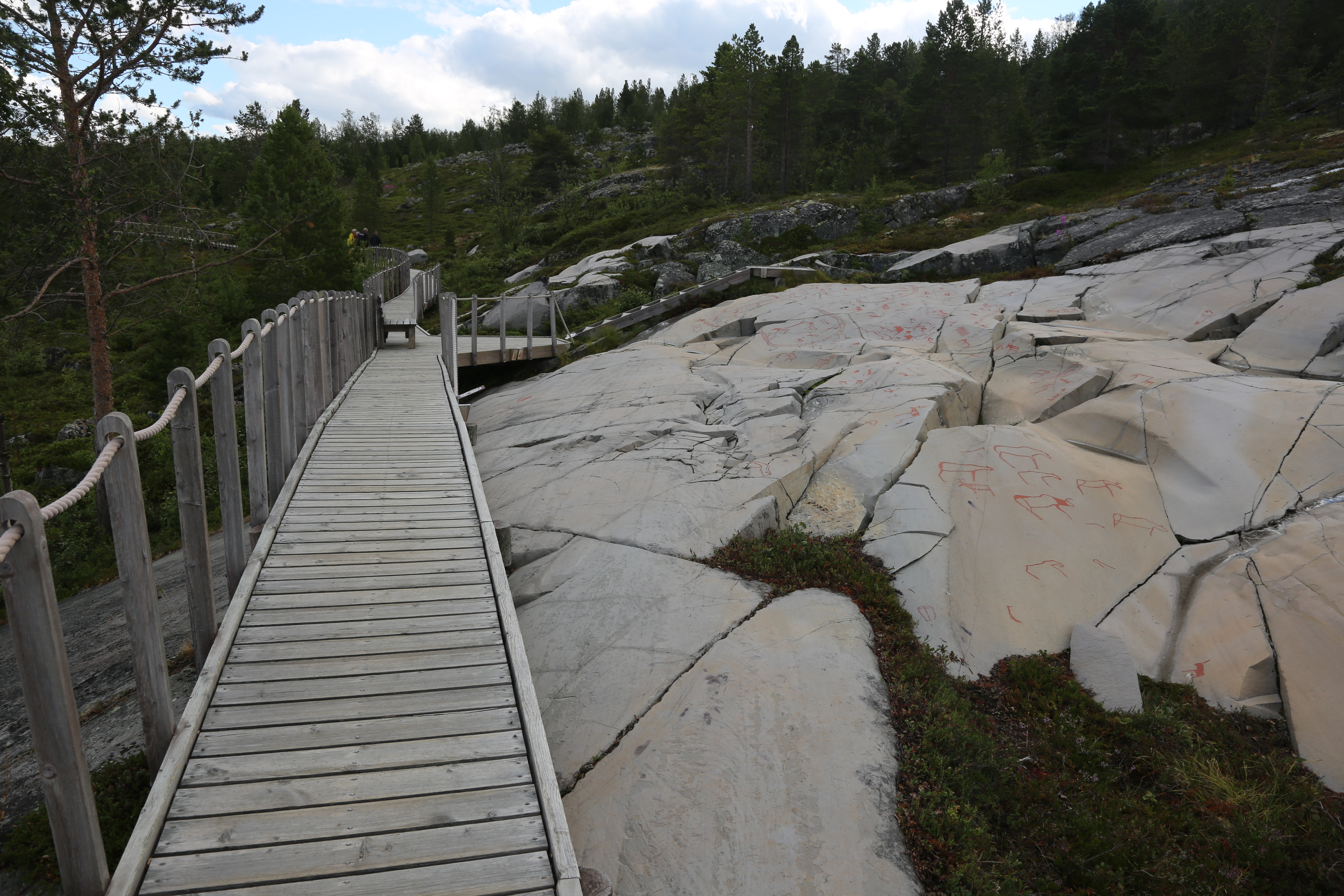
Ścieżka edukacyjna przy muzeum w Alcie (2018)

Największy obszar rytów naskalnych z Alty stanowi Hjemmeluft. Znajduje się tu ponad 3000 petroglifów przedstawiających m.in. motywy polowań na renifery, niedźwiedzie, wieloryby czy halibuty, figury geometryczne, wyobrażenia narzędzi oraz łodzi. Na stanowisku tym znaleziono również pozostałości prehistorycznego osadnictwa. Jest to jedyna lokalizacja rysunków naskalnych z Alty udostępniona dla zwiedzających. Działa tu również Verdensarvsenter for bergkunst – Alta Museum IKS – instytucja zajmująca się zachowaniem, dokumentacją i promocją sztuki naskalnej z Alty.

### Kåfjord
Na stanowisku w Kåfjord odkryto ok. 1500 petroglifów wyrzeźbionych w miękkim łupku z czerwonymi i zielonymi pasami. Przedstawiają one liczne wizerunki zwierząt, zwłaszcza niedźwiedzi, oraz ponad 350 śladów stóp tych zwierząt, a także odciski stóp ludzkich i rakiet śnieżnych. Uwagę zwraca również przedstawienie dziewiętnastu osób stojących razem w kręgu wokół niezidentyfikowanego zwierzęcia lub osoby i trzymających się za ręce.

### Transfarelv
Rysunki w tym miejscu mają charakter namalowanych na skale piktogramów, które wykonane zostały przy użyciu czerwonej ochry zmieszanej z krwią i tłuszczem zwierzęcym jako środkami wiążącymi. Około 60 wizerunków postaci ludzkich, jeleni bądź reniferów, figur geometrycznych oraz linii i plam namalowano opuszkami palców oraz przy użyciu pędzli wykonanych z sierści zwierzęcej lub włókien roślinnych.

### Storsteinen

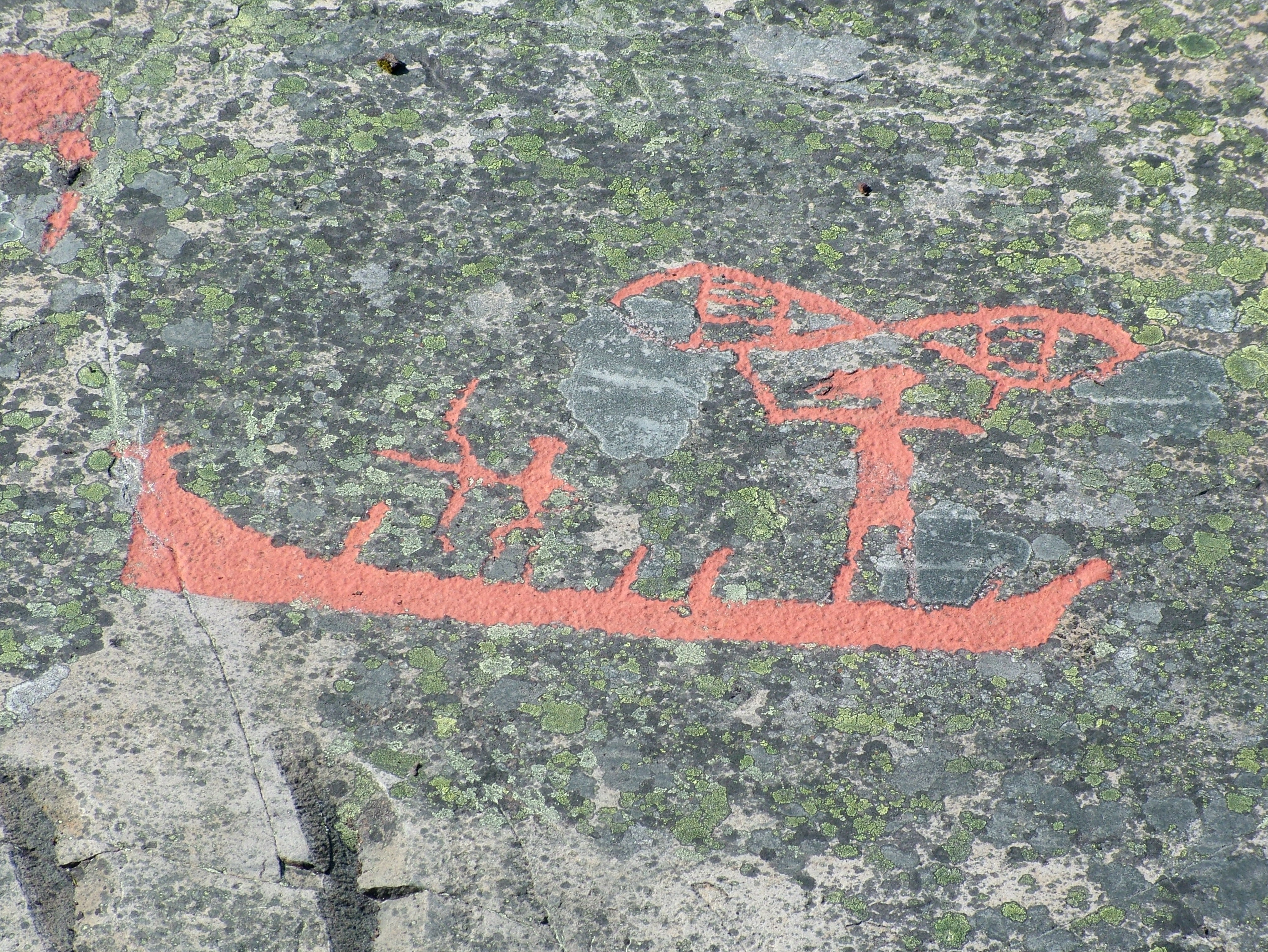
Scena połowu ryb (2005)

Ryty Storsteinen znajdujące się w Bossekop były jednymi z pierwszych odkrytych w Alcie w latach 70. XX wieku. Są to najstarsze rysunki, mogące pochodzić nawet sprzed 7000 lat. Przedstawiają renifery, łosie i ludzi oraz inne motywy, których interpretacja sprawia trudności ze względu na dużą erozję kamiennej powierzchni oraz fakt, że część wizerunków wyrytych jest jeden na drugim.

### Amtmannsnes
Wizerunki w tym miejscu odkryte zostały w 1977 roku. Przedstawiają głównie postacie ludzkie, renifery i inne zwierzęta oraz różne wzory i zygzakowate linie. Petroglify w Amtmannsnes pokrywają silnie zerodowane skały, stad część rysunków pozostaje nieczytelna.